# Grasa de silicona

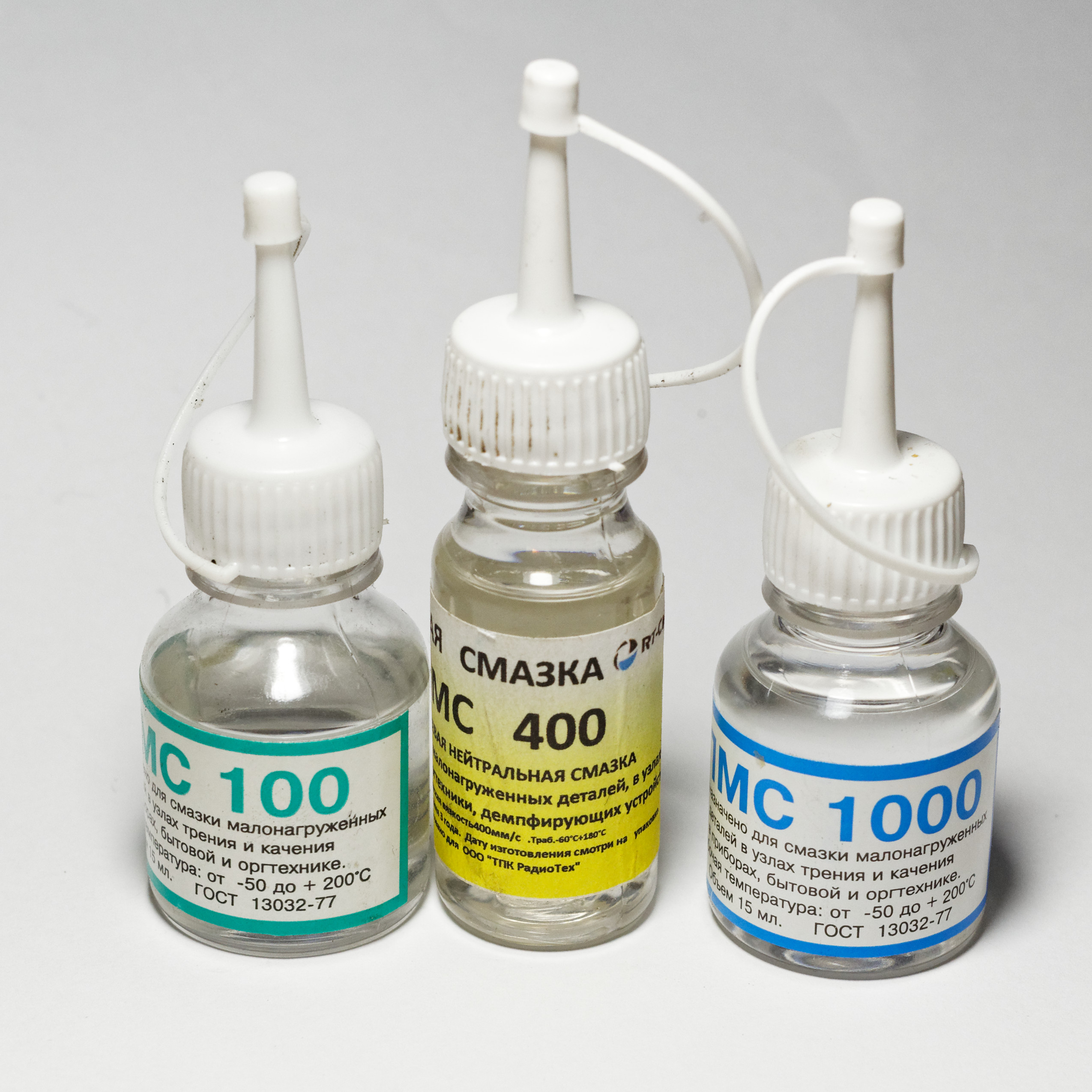
Aceites de silicona de viscosidad nominal (100, 400 y 1000 centistokes)

La grasa de silicona es una grasa repelente al agua elaborada por la combinación de aceite de silicona con un  espesante.

## Uso en la industria
Es comúnmente empleada para lubricar y preservar piezas de goma. Tiene buen funcionamiento como inhibidor de la corrosión y lubricante, para propósitos que requieran un lubricante espeso.

## Uso en laboratorio químico
Es ampliamente usado como sellador temporal y lubricante para las uniones o interconexiones esmeriladas, como es empleado típicamente en material de vidrio de laboratorio. Aunque se asume normalmente que los silicones son químicamente inertes, algunos compuestos significativos han resultado de reacciones no deseadas con silicones.